# Pocahontas (Iowa)
Pocahontas és una població dels Estats Units a l'estat d'Iowa. Segons el cens del 2000 tenia 1.970 habitants.

## Demografia
Segons el cens del 2000, Pocahontas tenia 1.970 habitants, 883 habitatges, i 549 famílies. La densitat de població era de 408,9 habitants/km².
Dels 883 habitatges en un 25,8% hi vivien nens de menys de 18 anys, en un 53,3% hi vivien parelles casades, en un 7,1% dones solteres, i en un 37,8% no eren unitats familiars. En el 36,1% dels habitatges hi vivien persones soles el 24% de les quals corresponia a persones de 65 anys o més que vivien soles. El nombre mitjà de persones vivint en cada habitatge era de 2,16 i el nombre mitjà de persones que vivien en cada família era de 2,79.
Per edats la població es repartia de la següent manera: un 23,1% tenia menys de 18 anys, un 4,8% entre 18 i 24, un 22,1% entre 25 i 44, un 25,3% de 45 a 60 i un 24,7% 65 anys o més.
L'edat mediana era de 45 anys. Per cada 100 dones de 18 o més anys hi havia 79,1 homes.
La renda mediana per habitatge era de 30.865 $ i la renda mediana per família de 42.690 $. Els homes tenien una renda mediana de 29.806 $ mentre que les dones 19.886 $. La renda per capita de la població era de 17.556 $. Entorn del 6,7% de les famílies i el 9,1% de la població estaven per davall del llindar de pobresa.

## Poblacions més properes
El següent diagrama mostra les poblacions més properes.